# رادوشواتس (بابوشنیتسا)
رادوشواتس (به صربی: Radoševac) یک منطقهٔ مسکونی در صربستان است که در Opština Babušnica واقع شده‌است. رادوشواتس ۲۲۲ نفر جمعیت دارد.